# Sondermunitionslager Lahn

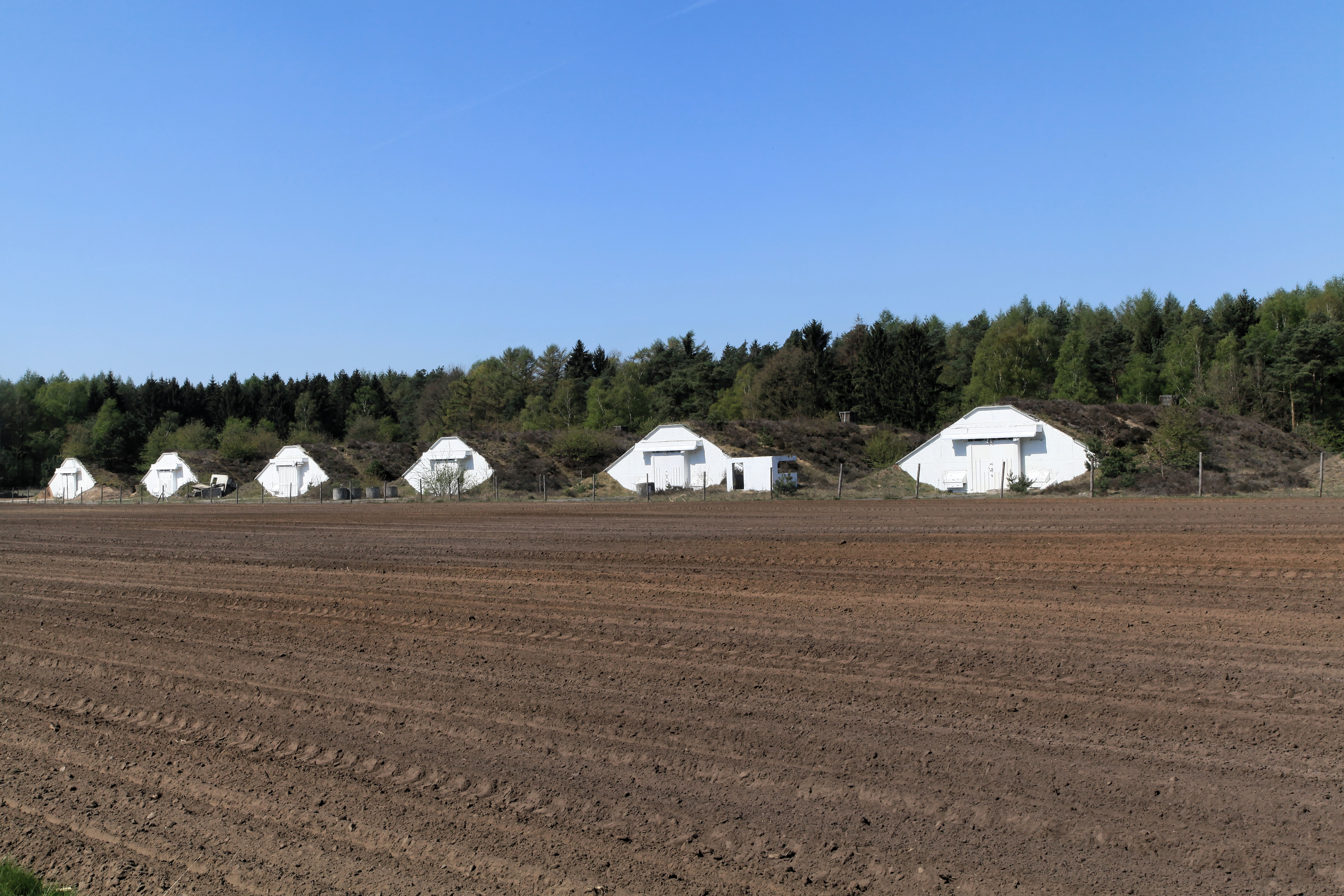
Sondermunitionslager Lahn

Das Sondermunitionslager Lahn bestand von 1963 bis 1992 auf dem Gemeindegebiet von Lahn im niedersächsischen Landkreis Emsland in Deutschland.
Das 170 Hektar große Gelände lag nördlich des Dorfes Lahn. Es lagerte Kernwaffen, insbesondere Atomsprengköpfe W70, W50 und W52 (bis max. 400 Kilotonnen TNT-Äquivalent).
Zugeordnet waren die 552nd U.S. Army Artillery Group, Standort Sögel, und die 162nd U.S. Army Ordnance Company, sowie das Transportbataillon (Sonderwaffen) 81 der Bundeswehr.
Der Zugang zum Atomwaffenlager Lahn war in den 1980er Jahren mehrfach Schauplatz von Demonstrationen der Friedensbewegung, insbesondere von Pax Christi.